# Meer Uitgebreid Lager Onderwijs

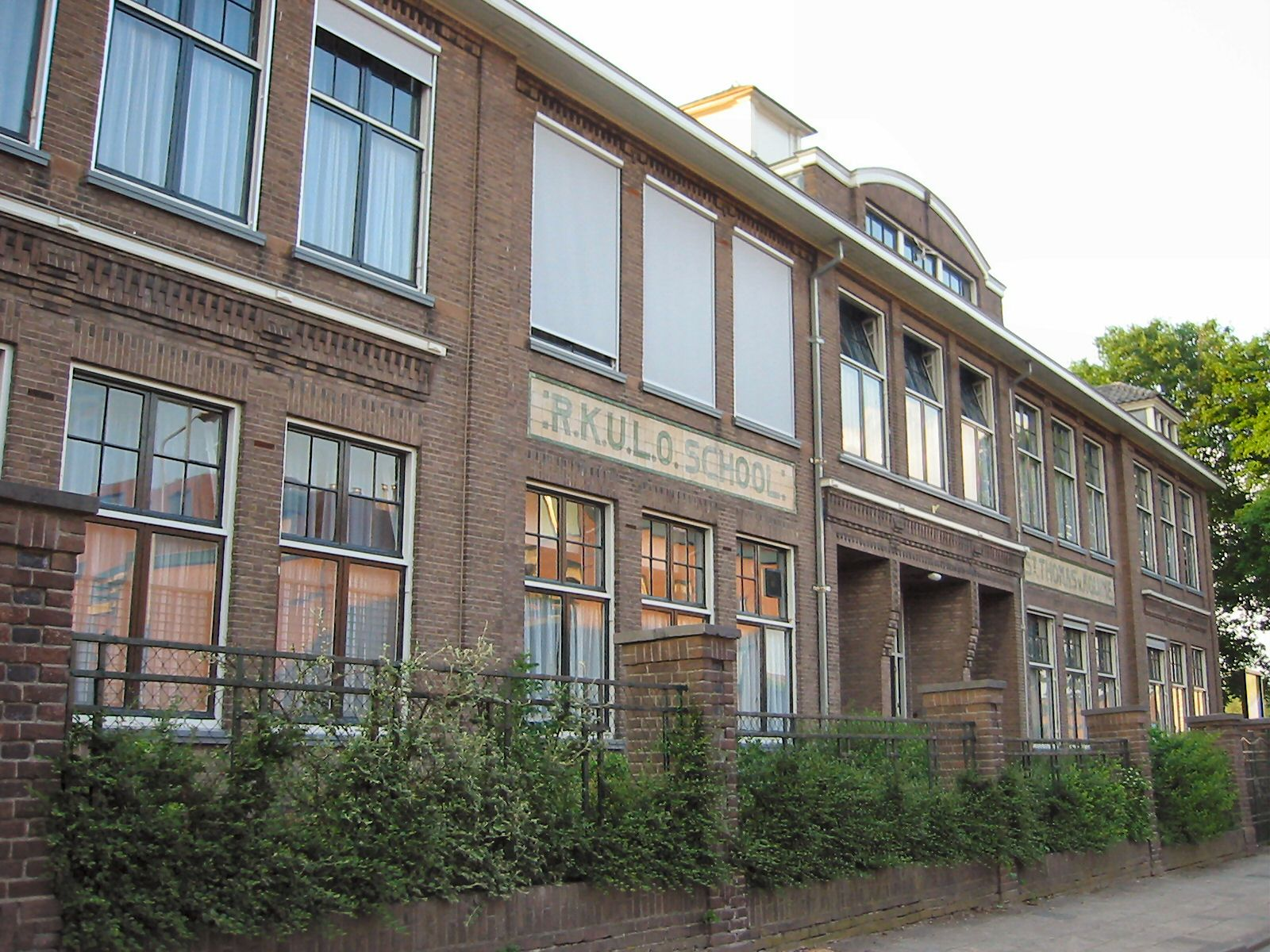
Die ehemalige „RK ULO Sint-Thomas van Aquinas“ in der Jacob Cremerstraat in Tiel, Gelderland. Auf der Fassade steht: „RKULO SCHOOL St. THOMAS v. AQUINE“

(Meer) uitgebreid lager onderwijs (Abk.: mulo /ulo, dt.: „Umfangreichere Grundschulbildung“) war ein Schultyp (onderwijsvorm) in den Niederlanden und in Suriname im Anschluss an die Lagere School (Grund-/Volksschule).
Diese Schulform entstand im Gefolge der Onderwijswet van 1857 (Bildungsgesetz von 1857) und wurde nach der Einführung des Wet op het voortgezet onderwijs (WVO, Mammoetwet - Gesetz über die Weiterführende Bildung, Mammut-Gesetz) 1968 abgeschafft. Der Rechts-Term mulo wurde im Schulrecht (Schoolwet) zu ulo gekürzt, aber viele Schulen verwendeten weiterhin mulo (MULO/M.U.L.O.), weil der Klang besser erschien.
In Suriname wurde die Schulform 2021 abgeschafft.

## Niederlande
Die Pflichtfächer (standaard jaarlijkse vakkenpakket, Standardjahresfächerpaket) waren: Niederländisch, Französisch, Englisch, Deutsch, Algebra, Geometrie, Geographie, Geschichte, Biologie, Naturkunde (Physik), kaufmännisches Rechnen, Buchhaltung und Sport. Auch an den evangelisch-christlichen und römisch-katholischen weiterführenden Schulen standen Religion und biblische Geschichte auf dem Programm. Auch die Note „Sorgfalt bei schriftlichen Arbeiten“ (verzorging schriftelijk werk) wurde vergeben. Die einzigen Wahlfächer waren Zeichnen und Handarbeiten. Der Unterricht erfolgte nach einem festen Stundenplan (rooster). In diesem Stundenplan wurden verhältnismäßig mehr Stunden wichtigen Fächern wie Niederländisch zugewiesen.
Die schriftliche und mündliche Prüfung umfasste Niederländisch, Französisch, Englisch, Deutsch, Algebra, Geometrie, Geographie, Geschichte und Physik. Auch für das Schreiben (Handschrift bzw. Pflege der schriftlichen Arbeit) wurde eine Note vergeben, die jedoch nicht in das Ergebnis einfloss. Die Prüfung wurde nicht von der Schule selbst in Anwesenheit eines Regierungskommissars (rijksgecommitteerde) durchgeführt. Ergebnisse früherer Tests wurden nicht gezählt. Wenn jemand die Prüfung nicht bestanden hatte, wurde eine Wiederholungsprüfung gewährt.
Nach vier Jahren Sekundarschulbildung konnten die Schülerinnen auf eine Mädchenoberschule (middelbare meisjesschool, MMS) oder eine Höhere Bürgerschule (hogereburgerschool, HBS) oder, für eine technische Ausbildung, auf eine Höhere Technische Schule (middelbare technische school, MTS) wechseln. Bis 1957 war mts die Bezeichnung für die spätere Höhere Technische Schule (hogere technische school, hts). Schüler, insbesondere Mädchen, konnten auch in die Ausbildungsklasse (vormingsklas) wechseln, die den Hauswirtschaftsschulen angegliedert war.

### Unterscheidung zwischen Mulo-A und Mulo-B und Wahlfächer
Zusätzlich zum Mulo-A gab es das Mulo-B, in dem im Abschluss-/Prüfungsjahr zusätzlich Algebra, Geometrie (einschließlich Trigonometrie) und Physik (Physik einschließlich Mechanik) gelehrt und geprüft wurden. Es war auch möglich, das Mulo-B-Diplom nach einem weiteren Studienjahr nach dem Erwerb des Mulo-A-Diploms zu erlangen. Bei einer Prüfung für Mulo-A und Mulo-B konnte eine der Fremdsprachen und Geographie oder Geschichte entfallen. Teils konnten auch die „normale“ Algebra, Geometrie und Physik abgewählt werden.
Im Abschlussjahr konnten die Studierenden zusätzlich Unterricht nehmen und Prüfungen in Buchhaltung, Betriebsrechnen, kaufmännischen Kenntnissen, Wirtschaftstheorie und juristischen Kenntnissen ablegen. Damals wurde auf dem Diplom ein Vermerk angebracht (Grundsatzbeschluss über Niederlassungsvoraussetzungen, Kreditwürdigkeit und kaufmännische Kenntnisse, Stb 1958, 417 - basisbesluit vestigingseisen kredietwaardigheid en handelskennis), der ebenso wie das Mittelstandsdiplom (middenstandsdiploma) die Anforderungen an kaufmännische Kenntnisse erfüllte, wie sie von der Betriebsstätten-Gesetz von 1954 (vestigingswet bedrijven 1954) gefordert wurden.
An einigen Schulen war es möglich, eine optionale Prüfung in Zeichnen oder Chemie (einem einfachen und einem schwierigeren Programm) abzulegen.

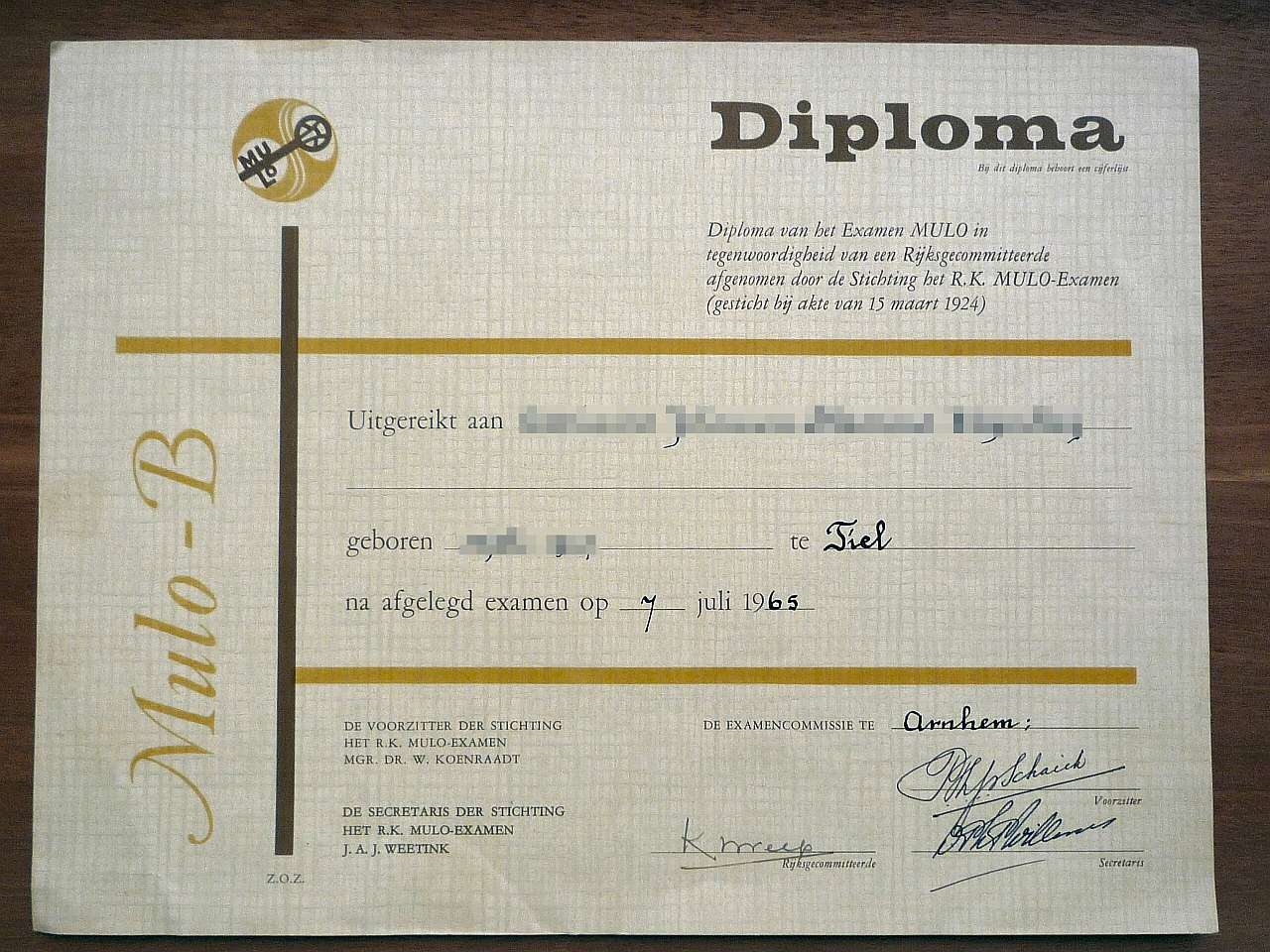
Mulo-B-diploma (1965) Vorderseite
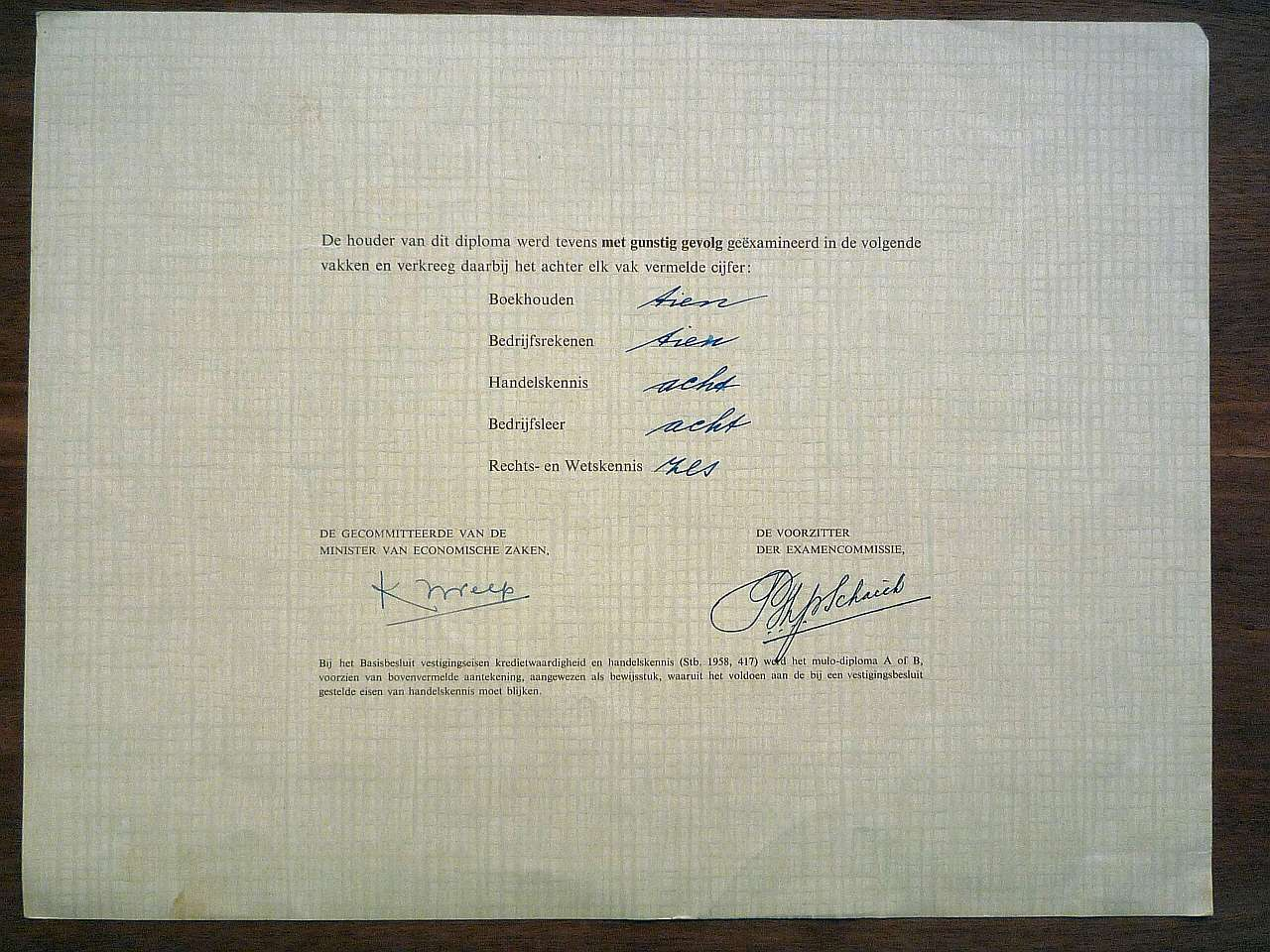
Mulo-B diploma (1965) Rückseite im Handelsaantekening (Middenstandsdiploma)
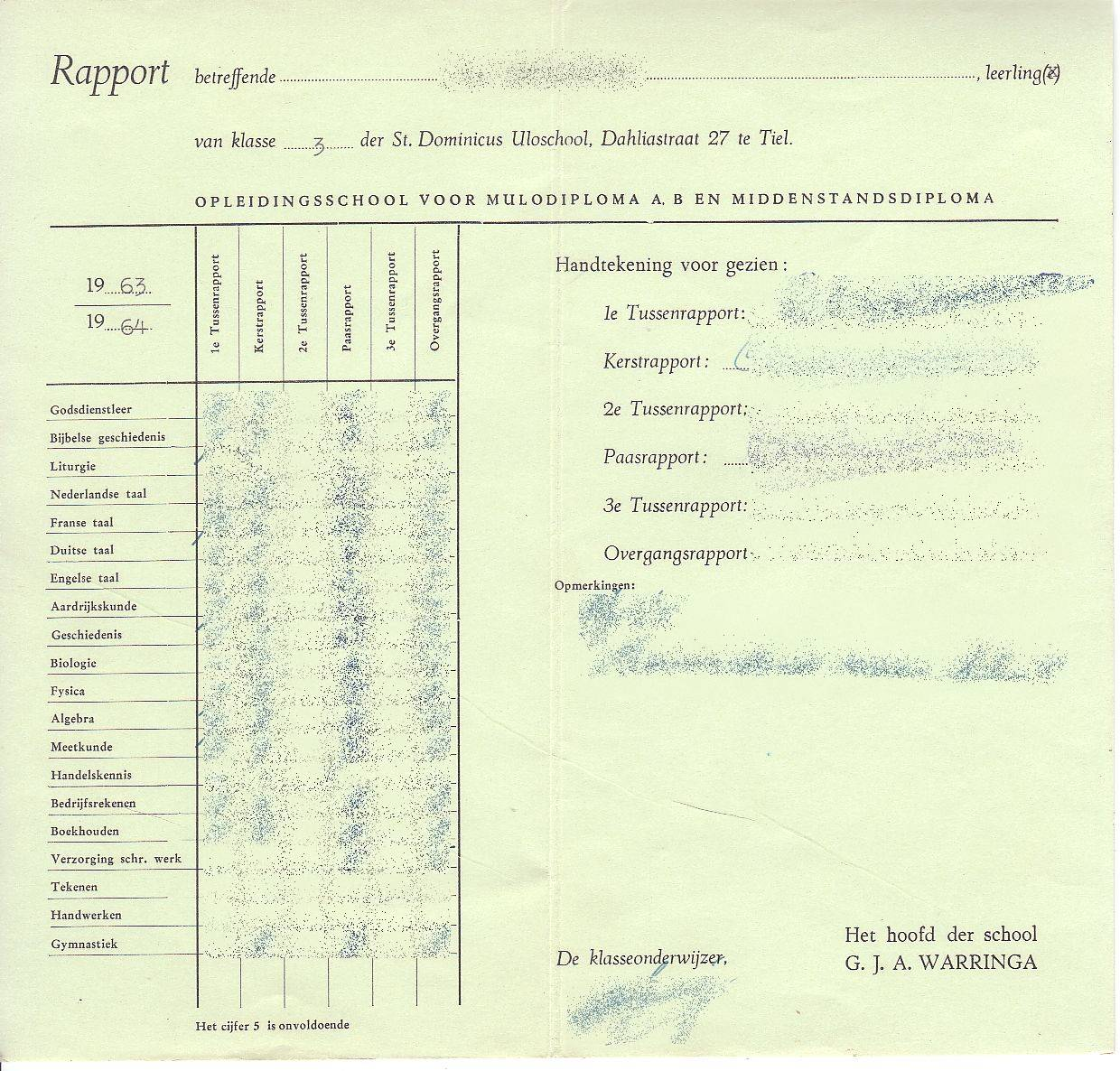
Mulorapport 3. Klasse (1963–64)

### Niveau
Aufgrund der fehlenden Niveaudifferenzierung (mit Ausnahme der oben genannten A- und B-Niveaus und der Anmerkung für kaufmännisches Wissen), wie sie heute im berufsvorbereitenden Sekundarbereich (Voorbereidend middelbaar beroepsonderwijs Vmbo, Vorbereitende weiterführende Berufsausbildung) vorhanden ist, handelte es sich bei der Sekundarschule faktisch um eine kategoriale Schule (categorale school). Viele MULO-Absolventen lernten abends, um Karriere zu machen. Ein Vergleich des Niveaus von Mulo und VMBO/MAVO (middelbaar algemeen voortgezet onderwijs) ist nur möglich, wenn nur die aktuellen D- (Middelbaar algemeen voortgezet onderwijs) und TL (Theoretische leerweg)-Niveaus in den Vergleich einbezogen werden.

### Folgen desWet op het voortgezet onderwijs(Mammoetwet)
Im Rahmen der Bildungsreform wurde 1968 die weiterführende Schule als Schulform durch die weiterführende allgemeine Sekundarstufe (MAVO) ersetzt, obwohl beide Schularten einen unterschiedlichen Hintergrund haben. Das alte System mit Berufsschule, ULO, MMS, HBS und Gymnasium war stark klassenorientiert; die Universität für die „kleinen Leute und kleinen Mittelschichten“, die hbs für die „höheren“ Bürger und das Gymnasium für die akademische Elite. Dies ist natürlich eine vereinfachte Darstellung der Sachlage. Das neue System legt viel stärkeren Wert auf das Bildungsniveau und sollte unter anderem eine Emanzipation der unteren Gesellschaftsschichten erreichen.

## Suriname
2021 wurde in Suriname das Bildungssystem MULO abgeschafft und durch eine Sekundarschulsystem (voortgezet onderwijs) ersetzt. Im ersten Jahr wurde Unterricht in den Fächern Niederländisch, Englisch, Geographie, Geschichte, Biologie, Mathematik, Physik, Betriebsrechnen und Turnen gegeben. Im zweiten Jahr kam Spanisch hinzu und im dritten Jahr wurde zwischen A- und B-Zug (A-/B-richting) gewählt. Im A-Zug entfiel die Physik, die Mathematik wurde weniger berücksichtigt und das Fach Wirtschaftswissenschaften kam hinzu. Im B-Zug wurde auf kaufmännisches Rechnen verzichtet und der Physik mehr Aufmerksamkeit geschenkt.
Am Ende des dritten und vierten Jahres wurde jeweils eine Aufnahmeprüfung in den Fächern Niederländisch, Englisch, Spanisch, Mathematik/Wirtschaftsrechnen und Physik/Wirtschaftswissenschaften abgelegt, in der folgende Zeugnisse erworben werden konnten:
- Havo P1: Zulassung zum vierten Jahr HAVO im alten Stil A-Richtung (mit Spanisch - Toelating tot vierde klas havo oude stijl A-richting)
- Havo P2: Zulassung zum vierten Jahr HAVO im alten Stil A-Richtung (mit lateinamerikanischer Kultur - Latijns-Amerikaanse cultuur)
- Havo R: Aufnahme in die vierte Klasse der HAVO alten Stil B-Richtung (kann nur im B-Zug erworben werden)
- Vwo P: Zulassung zum VWO im vierten Jahr im alten Stil mit sozialen Fächern und Sprachen
- Vwo Q1: Zulassung zum VWO im alten Stil A im vierten Jahr (mit Spanisch)
- Vwo Q2: Zulassung zum VWO im alten Stil A im vierten Jahr (mit lateinamerikanischer Kultur)
- Vwo S: Zulassung zum vierten Jahr der VWO Old Style B-Richtung (kann nur im B-Zug erworben werden)

Hatte man keines der Pakete bestanden, konnte man nur in die vierte Klasse übergehen, wo man neben der Aufnahmeprüfung auch das Staatsexamen in den anderen Fächern ablegte. B-Schüler legten in der vierten Klasse außerdem eine Prüfung in Technischen Fähigkeiten (Technisch Inzicht) ab, die ihnen die Zulassung zum Natuurtechnisch Instituut, einer technischen weiterführenden Berufsausbildung (Middelbaar beroepsonderwijs, mbo), ermöglichte.
Ohne diese Examenskombinationn konnte man (nach Erhalt des Diploms nach dem Staatsexamen) unter anderem nur zum IMEAO (Instituut voor Middelbaar Economisch en Administratief Onderwijs), einem MBO-Kurs für Management, Wirtschaft und Recht, dem SPI (Surinaams Pedagogisch Instituut) weiterkommen und/oder das CPI (Christelijk Pedagogisch Instituut), zwei MBO-Kurse in Paramaribo zum Unterrichten von Grundschulbildung, oder das Elsje Finck-Sanichar College COVAB, ein Kurs für Krankenschwestern und verwandte Berufe auf MBO-Ebene anstreben. Es gab auch eine Auswahl an HBO, aber man musste zunächst die mittlere Berufsausbildung abgeschlossen haben. Man konnte auch zunächst Mulo-B folgen und dann mit einer P- oder Q-Kombination die Ausrichtung ändern.